# Hudimesnil
Hudimesnil è un comune francese di 873 abitanti situato nel dipartimento della Manica nella regione della Normandia.
Fa parte del cantone di Bréhal nella circoscrizione (arrondissement) di Coutances.

## Società

### Evoluzione demografica
Abitanti censiti